# Arrondissement Nontron
Arrondissement Nontron je francouzský arrondissement ležící v departementu Dordogne v regionu Akvitánie. Člení se dále na 8 kantonů a 80 obcí.

## Kantony
- Bussière-Badil
- Champagnac-de-Belair
- Jumilhac-le-Grand
- Lanouaille
- Mareuil
- Nontron
- Saint-Pardoux-la-Rivière
- Thiviers